# Gunnarsbyn
Gunnarsbyn is een stadje (tätort) binnen de Zweedse gemeente Boden. Het ligt aan de Råneälven. Tussen Gunnarsbyn en Niemisel in de gemeente Luleå vindt gemeente-overschrijdend overleg plaats over ruilverkaveling.